# Bernouil
Bernouil é uma comuna francesa na região administrativa de Borgonha-Franco-Condado, no departamento de Yonne. Estende-se por uma área de 4,5 km². Em 2010 a comuna tinha 110 habitantes (densidade: 24,4 hab./km²).